# Adult Contemporary (чарт)
Hot Adult Contemporary Tracks — американский хит-парад журнала Billboard. Составляется с 1961 года на основе наиболее проигрываемых по радио в США песен стиля Adult Contemporary (современный поп-рок для взрослых).

## История
Впервые был опубликован на страницах журнала Billboard 17 июля 1961 года под названием Easy listening (лёгкая музыка). Родился он из желания некоторых радиостанций в конце 1950-х и начале 1960-х годов продолжать проигрывать актуальные хитовые песни, но при этом не называть себя «рок-н-ролльными». В то время Billboard писал статьи об этой тенденции, и редакторы журнала решили опубликовать отдельный чарт для этих песен, начиная с 1961 года. С 9 января 1961 года журнал предлагал программный гид «Easy Listening», который продолжался до появления пронумерованного чарта в июле. Первой песней, возглавившей хит-парад, стал сингл «The Boll Weevil Song» в исполнении Брука Бентона.
Чарт Adult Contemporary в течение десятилетий претерпел несколько изменений в названиях, а именно: «Easy Listening» (1961—1962; 1965—1979), «Middle-Road Singles» (1962—1964), «Pop-Standard Singles» (1964—1965), «Hot Adult Contemporary Tracks» (1979—1982) и «Adult Contemporary» (с 1983 по настоящее время).

### 1960-е годы
В 1960-е годы хит-парад несколько раз возглавлял Элвис Пресли, Конни Фрэнсис, Дин Мартин, Энди Уильямс, The 5th Dimension, Глен Кемпбелл. Суперхит «Love Is Blue» в исполнении Поля Мориа в 1968 году оставался на вершине хит-парада в течение 11 недель. Этот рекорд сохранялся до 1993 года.

### 1990-е годы
Синглы, возглавлявшие хит-парад наибольшее количество времени в 1990-е годы:
- «The River of Dreams» — Билли Джоэл (12 недель, 1993);
- «Said I Loved You...But I Lied» — Майкл Болтон (12 недель, 1993);
- «Change the World» — Эрик Клэптон (13 недель, 1996);
- «Because You Loved Me» — Селин Дион (19 недель, 1996);
- «Un-Break My Heart» — Тони Брекстон (14 недель, 1997).

### 2000-е годы
Рекорд по числу недель на первом месте хит-парада принадлежит группе Uncle Kracker: их ремейк хита Dobie Gray «Drift Away» (1973), вышедший в 2003 году, находился на верхней строчке 28 недель. Песни «A New Day Has Come» Селин Дион (2002) и «Breakaway» Келли Кларксон (2005) возглавляли хит-парад в течение 21 недели.

## Рекорды
Песни Селин Дион возглавляли хит-парад в сумме 87 недель, что является абсолютным рекордом. Адель по этому показателю идёт на втором месте (83 недели), а Эд Ширан на третьем (67 недель). Первое и второе место по количеству хитов занимают Элтон Джон (18 песен) и The Carpenters (15 песен).

### Синглы по числу недель на позиции № 1
Лидеры хит-парада по числу недель на позиции № 1 в 1961—2022 годах:
| Число недель на № 1 | Песня                  | Исполнитель                          | Дата            | Ссылка       |
| ------------------- | ---------------------- | ------------------------------------ | --------------- | ------------ |
| 36                  | «Girls Like You»       | Maroon 5 при участии Карди Би        | 10 ноября 2018  | [ 9 ]        |
| 35                  | «Blinding Lights»      | The Weeknd                           | 7 ноября 2020   | [ 10 ]       |
| 28                  | «Drift Away»           | Uncle Kracker при участии Dobie Gray | 7 июня 2003     | [ 7 ]        |
| 24                  | «Shape of You»         | Эд Ширан                             | 6 мая 2017      | [ 7 ]        |
| 24                  | «Easy on Me»           | Адель                                | 13 ноября 2021  | [ 11 ]       |
| 22                  | «Hey, Soul Sister»     | Train                                | 3 июля 2010     | [ 7 ]        |
| 22                  | «Perfect»              | Эд Ширан                             | 24 февраля 2018 | [ 12 ]       |
| 21                  | «A New Day Has Come»   | Селин Дион                           | 30 марта 2002   | [ 7 ]        |
| 21                  | «Breakaway»            | Келли Кларксон                       | 12 марта 2005   | [ 7 ]        |
| 21                  | «Hello»                | Адель                                | 28 ноября 2015  | [ 7 ] [ 13 ] |
| 20                  | «Just the Way You Are» | Бруно Марс                           | 5 февраля 2011  | [ 7 ]        |
| 20                  | «Memories»             | Maroon 5                             | 21 марта 2020   | [ 14 ]       |

### Артисты с наибольшим числом чарттопперов
Список музыкантов, имеющих наибольшее число песен, возглавлявших хит-парад (чарттопперов):
| Песни | Исполнитель    | Ссылка |
| ----- | -------------- | ------ |
| 18    | Элтон Джон     | [ 15 ] |
| 15    | The Carpenters | [ 16 ] |
| 13    | Барри Манилоу  | [ 17 ] |
| 11    | Селин Дион     | [ 18 ] |
| 11    | Лайонел Ричи   | [ 19 ] |
| 10    | Уитни Хьюстон  | [ 18 ] |

### Артисты с наибольшим числом недель во главе хит-парада
Список музыкантов, имеющих наибольшее число недель лидерства по сумме всех песен, возглавлявших хит-парад:
| Недели | Исполнитель  | Ссылка |
| ------ | ------------ | ------ |
| 87     | Селин Дион   | [ 20 ] |
| 83     | Адель        | [ 21 ] |
| 67     | Эд Ширан     | [ 22 ] |
| 64     | Элтон Джон   | [ 20 ] |
| 62     | Maroon 5     | [ 23 ] |
| 47     | Лайонел Ричи | [ 20 ] |
| 46     | Тейлор Свифт | [ 20 ] |
| 43     | Фил Колинз   | [ 20 ] |
| 43     | Фейт Хилл    | [ 20 ] |

### Артисты по общему числу синглов в хит-параде
Список музыкантов, имеющих наибольшее число песен, попавших в хит-парад:
| Число | Исполнитель      | Ссылка        |
| ----- | ---------------- | ------------- |
| 76    | Элтон Джон       | [ 24 ] [ 25 ] |
| 64    | Барбра Стрейзанд | [ 24 ]        |
| 53    | Элвис Пресли     | [ 16 ]        |
| 50    | Барри Манилоу    | [ 16 ]        |
| 50    | Джонни Мэтис     | [ 16 ]        |